# Jack Haven
Jack Haven (ur. jako Brigette Lundy-Paine 10 sierpnia 1994 w Dallas) – amerykańska osoba niebinarna zajmująca się aktorstwem. Występował m.in. w serialu Atypowy oraz filmie W blasku ekranu.

## Życie prywatne
Od 2019 publicznie określa się jako osoba niebinarna i używa angielskich zaimków they/them. W 2025 zmienił imię i nazwisko na Jack Haven.

## Filmografia

### Filmy
| Rok  | Tytuł                         | Rola              | Uwagi       |
| ---- | ----------------------------- | ----------------- | ----------- |
| 2015 | Nieracjonalny mężczyzna       | studentka         |             |
| 2017 | Szklany zamek                 | Maureen Walls     |             |
| 2017 | The Wilde Wedding             | Lara              |             |
| 2017 | Pomniejszenie                 | dziewczyna Dusana |             |
| 2018 | Action Point: Park rozrywki   | Four Finger Annie |             |
| 2019 | Gorący temat                  | Julia Clarke      |             |
| 2019 | Fix                           | Lanie             | krótkometr. |
| 2020 | Bill i Ted ratują wszechświat | Billie Logan      |             |
| 2023 | Dzieci Amelii                 | Riley             |             |
| 2024 | W blasku ekranu               | Maddy Wilson      |             |

### Telewizja
| Rok     | Tytuł           | Rola          | Uwagi          |
| ------- | --------------- | ------------- | -------------- |
| 2015    | One Bad Choice  | Danielle      | 1 odc.         |
| 2016    | Margot vs. Lily | Margot        | 8 odc.         |
| od 2017 | Atypowy         | Casey Gardner | w gł. obsadzie |